# Catostomus
Catostomus es un género de peces de la familia Catostomidae del orden Cypriniformes.

## Especies
Este género incluye las siguientes 26 especies:

- Catostomus ardens (Jordan & Gilbert, 1881)
- Catostomus bernardini (Girard, 1856)
- Catostomus cahita (Siebert & Minckley, 1986)
- Catostomus catostomus (Forster, 1773)[9][10]
- Catostomus clarkii (Baird & Girard, 1854)
- Catostomus columbianus (Eigenmann & Eigenmann, 1893)
- Catostomus commersonii (Lacepède, 1803)
- Catostomus conchos (Mee, 1902)
- Catostomus discobolus (Cope, 1871)
- Catostomus fumeiventris (Miller, 1973)[11]
- Catostomus insignis (Baird & Girard, 1854)
- Catostomus latipinnis (Baird & Girard, 1853)[12]
- Catostomus leopoldi (Siebert & Minckley, 1986)
- Catostomus macrocheilus (Girard, 1856)
- Catostomus microps (Rutter, 1908)
- Catostomus nebuliferus (Garman, 1881)
- Catostomus occidentalis (Ayres, 1854)[13]
- Catostomus platyrhynchus (Cope, 1874)[14]
- Catostomus plebeius (Baird & Girard, 1854)
- Catostomus rimiculus (Gilbert & Snyder in Gilbert, 1898)
- Catostomus santaanae (Snyder, 1908)
- Catostomus snyderi (Gilbert, 1898)
- Catostomus tahoensis (Gill & Jordan in Jordan, 1878)
- Catostomus warnerensis (Snyder, 1908)
- Catostomus wigginsi (Herre & Brock a Herre, 1936)
- Catostomus xanthopus (Rafinesque, 1820)